# Kostel Všech svatých (Brno)
Kostel Všech svatých je zaniklý raně gotický brněnský kostel.
Stával na skalnatém výběžku na konci dnešní Kopečné ulice. Dříve se tomuto místu říkalo
Provaznický vršek. První zprávy jsou z roku 1260, kdy byl věnován oslavanským cisterciačkám. Jeho vyobrazení se dochovalo jen na několika málo brněnských vedutách, na kterých je patrno, že kostel měl pětiboký presbytář a loď obdélníkového půdorys. Byl zbořen po obléhání města švédskými vojsky v roce 1645.
Při dřívějších průzkumech, byly objeveny klenuté sklepy. Některé byly ve špatném statickém stavu. Asi proto byly strženy nebo zality cementovou směsí. Zachovaná zůstala jen malá chodbička se studánkou.
Části presbytáře kostela jsou vidět v restauraci, která se nachází v přízemí nově postaveného obytného domu, který se jmenuje Anenské terasy. Zbytek kostela je pod povrchem parčíku vedle domu.